# C3orf79
C3orf79 (англ. Chromosome 3 open reading frame 79) – білок, який кодується однойменним геном, розташованим у людей на 3-й хромосомі. Довжина поліпептидного ланцюга білка становить 100 амінокислот, а молекулярна маса — 11 337.
| 10         |  | 20         |  | 30         |  | 40         |  | 50         |
| ---------- |  | ---------- |  | ---------- |  | ---------- |  | ---------- |
| MHVCDLQKLV |  | RIQLAFTTFP |  | WMFSCHLLPT |  | PELSSKRNQC |  | LLYKTSGCLT |
| QMPILYGHPA |  | TLLKDYILQA |  | ILQPGKKIQG |  | GTEIQRGSFA |  | NQYQTDASHL |
|            |  |            |  |            |  |            |  |            |

A: Аланін

C: Цистеїн

D: Аспарагінова кислота

E: Глутамінова кислота

F: Фенілаланін

G: Гліцин

H: Гістидин

I: Ізолейцин

K: Лізин

L: Лейцин

M: Метіонін

N: Аспарагін

P: Пролін

Q: Глутамін

R: Аргінін

S: Серин

T: Треонін

V: Валін

W: Триптофан